# 윌리엄 E. 웨버
윌리엄 E. 웨버(William E. Weber, 1925년 11월 10일 ~ 2022년 4월 9일)는 미국의 군인이다.

## 군인 경력

### 한국 전쟁
제187공수연대(187th Airborne Regimental Combat Team) 소속으로 참전하였고 1951년 2월 원주 전투에서 
오른팔과 오른 다리에 큰 부상을 당하였다.

## 은퇴 후 경력
1980년 전역하였고 1993년부터 한국 전쟁 참전용사기념재단(KWVMF) 회장을 맡아 19인의 워싱턴DC 참전비 건립을 주도했으며 
2006년부터는 한국 전쟁 추모의 벽 건립운동을 시작해 세 차례 법안 통과 시도 끝에 마침내 2021년 기공식을 갖기까지 큰 역할을 하였다.

## 상훈
- 을지무공훈장 (2024-07-27)

## 기념
2023년 10월 12일 파주시 임진각 보훈단지 내에 추모 조형물 제막식이 열렸다.

## 같이 보기
- 존 K. 싱글러브